# سوپرموتو

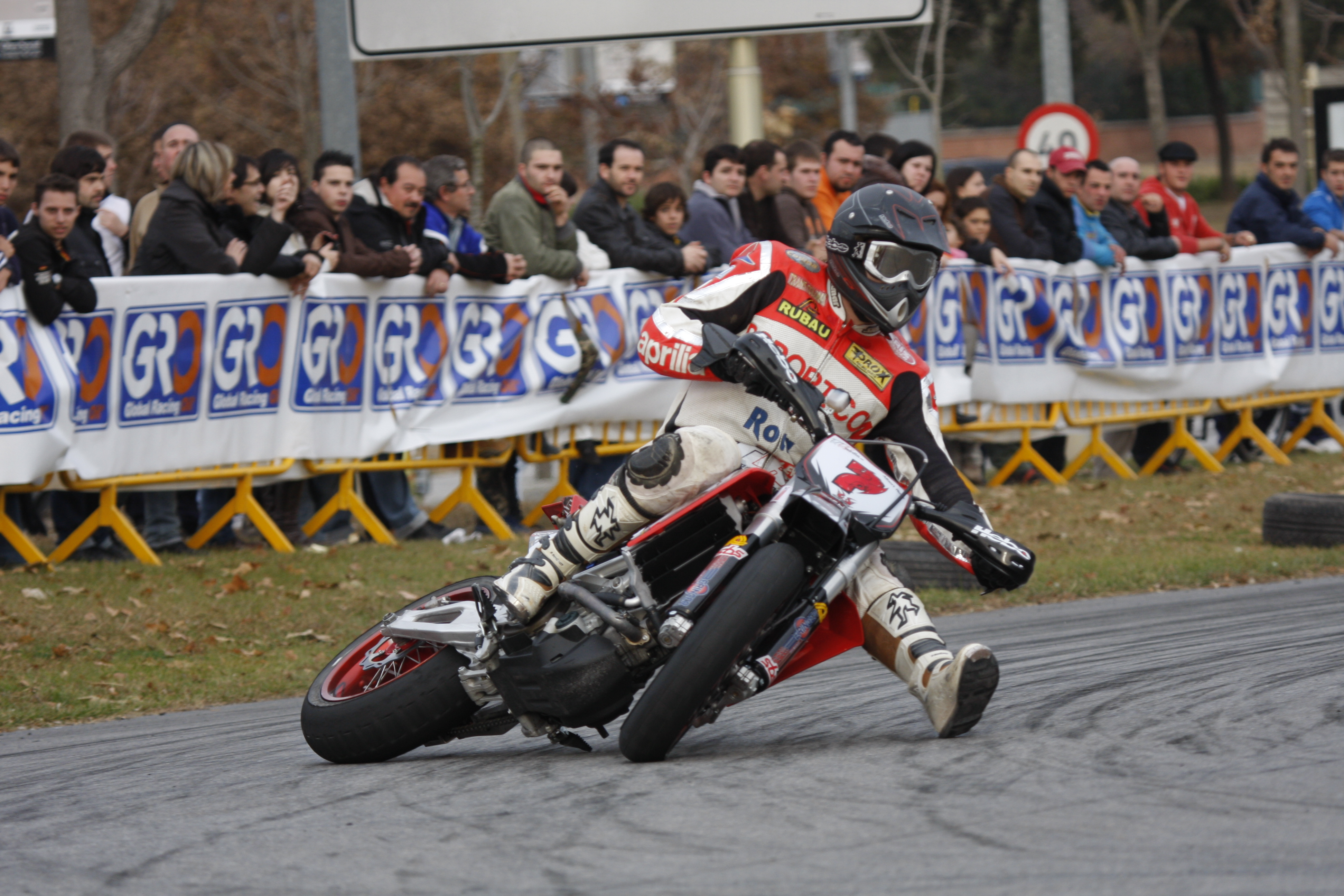
دور زدن در بخش آسفالت

در جاده خاکی

سوپرموتو نوعی از موتورسیکلت است که می‌تواند در مسیرهای آفرود و جاده ای هر دو مورد استفاده قرار بگیرد، از این روی مسابقات سوپرموتو در مسیرهای متنوع برگزار می‌شود که این مسیرها را می‌توان در سه دسته طبقه‌بندی کرد، بخش آفرود (موتورسواری خارج از جاده در خاکی)، بخش پرش‌های نامنظم و موانعی شبیه به موتور کراس، و قسمت آسفالت شبیه به مسابقات جاده ای. سوپرموتو در ابتدا توسط گاوین تریپ در سال ۱۹۷۹ به عنوان بخشی از برنامه تلویزیونی Wide World of Sports طراحی شد. این چیزی شبیه به یک بازی تمام عیار بود که در آن بهترین موتورسواران از سه سبک مجزای مسابقات موتورسواری می‌توانستند به‌طور موقت کلاس مسابقه معمولی خود را ترک کنند تا دور هم جمع شوند و برای عنوان بهترین مسابقه در سراسر جهان به رقابت بپردازند. امروزه سوپرموتو یک رشتهٔ متمایز برای خود است و موتورسواران کلاس‌های دیگر معمولاً به سوپرموتو نمی‌روند.
مسابقات معمولاً در مسیرهای مسابقه‌ای، جاده‌ای یا پیست‌های کارتینگ متوسط با یک بخش خارج از جاده (آفرود) برگزار می‌شوند. بیشتر مسیرهای مسابقات سوپرموتو دارای اندازه آسفالت ۵۰ تا ۷۵ درصد هستند و درصد باقیمانده مسیر خارج از جاده یا آفرود است. بخش‌های خاکی معمولاً از خاک رس تشکیل شده‌اند و دارای موانع سبک موتورکراس مانند پیچ‌ها و پرش‌ها هستند.
موتورسیکلت‌های مورد استفاده اغلب ترکیبی از موتورسیکلت آفرود به همراه لاستیک‌های موتورسیکلت‌های جاده‌ای (غیر آفرود) هستند که به عنوان موتورسیکلت «supermotard» شناخته می‌شوند. موتورسواران همچنین ترکیبی از تجهیزات مسابقات جاده ای و آفرود را می‌پوشند، معمولاً از چرم‌های مسابقات جاده ای (ریس) و کلاه و پوتین‌های شبیه به موتورسواری آفرود استفاده می‌کنند. برخلاف مسابقات معمولی موتورسواری، تأکید بر سرعت‌های آهسته‌تر است — معمولاً کمتر از ۱۰۰ مایل بر ساعت (۱۶۰ کیلومتر بر ساعت) — در مسیرهای کوتاه و فنی. در اینجا، جایی که شتاب یکنواخت و سرعت بالا کمتر رایج است، مهارت موتورسواران به راحتی می‌تواند بر اختلاف عملکرد موتورسیکلت‌ها غلبه کند.

## تاریخچه
مسابقات قهرمانی جهانی سوپرموتو در سال ۲۰۰۲ در یک دسته جات آزاد منحصر به فرد متولد شد. اولین کسی که موفق به کسب عنوان جهانی شد، موتورسواری فرانسوی تیری ون دن بوش (Thierry Van Den Bosch) است.
در سال ۲۰۰۶، یک تایر مونو، ابتدا توسط دانلوپ برای علاقمندان به سوپرموتو طراحی و به بازار عرضه شد، سپس گلدنتایر در سال ۲۰۱۰ و میشلین در سال ۲۰۱۶ به تولید اضافه شدند.
در سال ۲۰۰۴ مسابقات به چندین کلاس تقسیم می‌شدند و از سال ۲۰۱۰ دوباره در یک کلاس S1 برگزار شدند.

## موتورسیکلت‌ها
موتورسیکلت‌هایی که در حال حاضر برای مسابقات سوپرموتو استفاده می‌شوند عمدتاً موتورسیکلت‌های آفرود تک سیلندر چهار زمانه هستند. امکان استفاده از چرخ‌های حداکثر ۷٫۰ اینچ (۱۸۰ میلیمتر) لاستیک‌های سبک مسابقه جاده‌ای سوپربایک وجود دارد. اینها اغلب روی لاستیک عقب شیاردار هستند تا شتاب بهتری در مسیرهای خاکی یک مسیر کامل سوپرموتو ایجاد کنند. سیستم تعلیق در مقایسه با موتورسیکلت‌های آفرود استوک پایین‌تر کمی سفت شده‌است و قدرت ترمز با روتورها و کالیپرهای ترمز جلو که سایز بزرگتری دارند بهبود یافته‌است.
در سال ۱۹۹۱، سازنده موتورسیکلت ایتالیایی Gilera، مدل Nordwest را عرضه کرد، این مدل اولین سوپرموتو تولید شده در کمپانی بود. سایر تولیدکنندگان اروپایی از جمله KTM، Husqvarna، Husaberg و CCM به سرعت از این کار پیروی کردند. تمام سازندگانی که در آن زمان تاکیدشان بر مدل‌های آفرود بود. مدل‌هایی هم برای استفاده در مسیر آفرود و هم برای جاده ارائه دادند. ده سال دیگر طول کشید تا اواسط دهه ۲۰۰۰ تولیدکنندگان ژاپنی مانند یاماها (۲۰۰۴)، هوندا (۲۰۰۵) و سوزوکی (۲۰۰۵) شروع به معرفی مدل‌های سوپرموتو در بازار اروپا کردند. کارخانه ایتالیایی TM Racing در سال ۲۰۰۸ شروع به تولید یک سوپرموتو MX450F با فریم آلومینیومی و ظاهر مسابقه ای کرده. بیشتر موتورسیکلت‌های سوپرموتو فروخته شده به عموم، بیشتر مدل‌های طراحی شده برای استفاده در جاده‌ها هستند تا کارامد برای استفادهٔ کاملاً مسابقه‌ای، برای مثال سوزوکی DR-Z400SM.

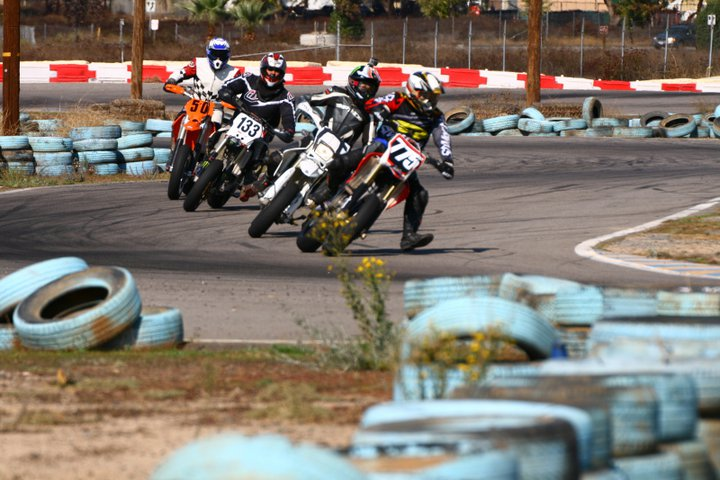
سوپرموتو Apex Raceway